# Hayden White
Pour les articles homonymes, voir White.
Hayden White (né le 12 juillet 1928 à Martin dans le Tennessee et mort le 5 mars 2018 à Santa Cruz en Californie) est un historien américain de la critique littéraire, connu pour son œuvre Metahistory: The Historical Imagination in Nineteenth-Century Europe (1973). 
Il était professeur émérite à l'université de Californie à Santa Cruz après avoir abandonné son poste de professeur de littérature comparée à l'université Stanford.
Il est l'un des défenseurs d'une histoire pensée comme avant tout -récit subjectif-, qui est efficace par la mise en intrigue et des procédés littéraires. Il est en cela l'une des figures du courant narrativiste  historique proche du linguistic turn (tournant linguistique). Très influent dans l'historiographie anglo-saxonne, son œuvre et sa pensée ne se diffusent que peu dans le monde francophone.

## Études
Hayden White obtient son B. A. (Bachelor of Arts) de l'université de Wayne State en 1951 et son M. A. (Master of Arts) et son Ph. D. (Doctor of Philosophy) de l'université du Michigan, respectivement, en 1952 et en 1955. Il était l'élève de William J. Bossenbrook à l'université de Wayne State.
En 1998, Hayden White dirige un séminaire (The Theory of the Text) à la School of Criticism and Theory.

## Ouvrages
- The Fiction of Narrative: Essays on History, Literature, and Theory, 1957-2007. Baltimore: The Johns Hopkins University Press. 2010.
- Figural Realism: Studies in the Mimesis Effect. Baltimore: The Johns Hopkins University Press. 1999.
- The Content of the Form: Narrative Discourse and Historical Representation. Baltimore: The Johns Hopkins University Press. 1987.
- Tropics of Discourse: Essays in Cultural Criticism. Baltimore: The Johns Hopkins University Press. 1978.
- Metahistory: The Historical Imagination in Nineteenth-Century Europe. Baltimore: The Johns Hopkins University Press. 1973.
- The Greco-Roman Tradition. New York: Harper & Row. 1973.
- The Ordeal of Liberal Humanism: An Intellectual History of Western Europe, vol. II: Since the French Revolution (coécrit avec Willson Coates). New York: McGraw-Hill, 1970.
- Giambattista Vico: An International Symposium (coécrit avec Giorgio Tagliacozzo). Baltimore et Londres, Johns Hopkins University Press.
- The Emergence of Liberal Humanism. An Intellectual History of Western Europe, vol. I : From the Italian Renaissance to the French Revolution (coécrit avec Salwin Schapiro). New York: McGraw-Hill, 1966.